# Komet Hill 7
Komet Hill 7 ali 211P/Hill je periodični komet z obhodno dobo okoli 6,7 let. Komet pripada Jupitrovi družini kometov .

## Odkritje
Komet je odkril 4. decembra 2008 ameriški astronom Richard E. Hill v okviru programa Catalina Sky Survey.